# Championnat de Cuba de football 2018
Navigation
Saison précédente Saison suivante
La saison 2018 de la Liga Nacional de Fútbol est la cent-troisième édition du championnat de Cuba de football.
Cette année, l'AFC reconduit le même système utilisé l'année précédente avec deux phases: une première phase où les douze clubs sont répartis en trois groupes de quatre équipes et dont les deux premiers se qualifient à la seconde phase, qui comprend six clubs, disputée sous la forme d'une poule unique où l'équipe obtenant le plus de points est déclarée vainqueur.
Le FC Santiago de Cuba, tenant du titre, récidive et remporte le championnat lors de la dernière journée. Il s'agit de son deuxième titre de champion. Quant à la relégation, elle est annulée cette saison en raison du passage à 16 équipes à partir de l'édition 2019.

## Les clubs participants
Clubs engagés lors de la saison 2018.
| \| CF Camagüey FC La Habana FC Santiago de Cuba FC Villa Clara FC Cienfuegos FC Guantánamo FC Las Tunas FC Ciego de Ávila FC Isla de la Juventud CF Granma FC Sancti Spíritus FC Pinar del Río \| Localisation des clubs engagés dans le championnat 2018. |
| CF Camagüey FC La Habana FC Santiago de Cuba FC Villa Clara FC Cienfuegos FC Guantánamo FC Las Tunas FC Ciego de Ávila FC Isla de la Juventud CF Granma FC Sancti Spíritus FC Pinar del Río                                                                |

| Club                         | Ville            |
| ---------------------------- | ---------------- |
| CF Camagüey                  | Minas            |
| FC La Habana                 | La Havane        |
| FC Santiago de Cuba (tenant) | Santiago de Cuba |
| FC Villa Clara               | Zulueta          |
| FC Cienfuegos                | Cienfuegos       |
| FC Guantánamo                | Guantánamo       |
| FC Las Tunas                 | Manatí           |
| FC Ciego de Ávila            | Morón            |
| FC Isla de la Juventud       | Nueva Gerona     |
| CF Granma                    | Jiguaní          |
| FC Sancti Spíritus           | Sancti Spíritus  |
| FC Pinar del Río (promu)     | Pinar del Río    |

## Compétition

### Première phase
Disputée du 19 février au 5 avril avec trois poules de quatre équipes où chacune rencontre quatre fois un même adversaire jusqu'à arriver à un total de douze matchs disputés par équipe. Les deux premiers se qualifient à la phase suivante. Les groupes sont constitués en fonction des positions occupées par chaque équipe lors du championnat 2017.

#### Groupe A
Les matchs sont disputés à Santiago de Cuba (de la 1re à la 6e journée) et Sancti Spíritus (7e à 12e journée).
| Rang | Équipe               | Pts | J  | G | N | P | Bp | Bc | Diff |
| ---- | -------------------- | --- | -- | - | - | - | -- | -- | ---- |
| 1    | FC Santiago de CubaT | 26  | 12 | 8 | 2 | 2 | 20 | 6  | +14  |
| 2    | FC Sancti Spíritus   | 16  | 12 | 4 | 4 | 4 | 8  | 9  | -1   |
| 3    | FC Las Tunas         | 15  | 12 | 4 | 3 | 5 | 9  | 16 | -7   |
| 4    | FC La Habana         | 10  | 12 | 3 | 1 | 8 | 10 | 16 | -6   |

#### Groupe B
Les matchs sont disputés à Camagüey (de la 1re à la 6e journée) et Cienfuegos (7e à 12e journée).
| Rang | Équipe                 | Pts | J  | G | N | P | Bp | Bc | Diff |
| ---- | ---------------------- | --- | -- | - | - | - | -- | -- | ---- |
| 1    | FC Pinar del RíoP      | 22  | 12 | 6 | 4 | 2 | 17 | 11 | +6   |
| 2    | CF Camagüey            | 17  | 12 | 5 | 2 | 5 | 15 | 13 | +2   |
| 3    | FC Cienfuegos          | 17  | 12 | 5 | 2 | 5 | 15 | 16 | -1   |
| 4    | FC Isla de la Juventud | 11  | 12 | 3 | 2 | 7 | 12 | 19 | -7   |

#### Groupe C
Les matchs sont disputés à Morón et Venezuela (de la 1re à la 6e journée) et Zulueta (7e à 12e journée).
| Rang | Équipe            | Pts | J  | G | N | P | Bp | Bc | Diff |
| ---- | ----------------- | --- | -- | - | - | - | -- | -- | ---- |
| 1    | FC Ciego de Ávila | 23  | 11 | 7 | 2 | 2 | 24 | 11 | +13  |
| 2    | CF Granma         | 18  | 12 | 5 | 3 | 4 | 14 | 16 | -2   |
| 3    | FC Guantánamo     | 14  | 11 | 4 | 2 | 5 | 17 | 14 | +3   |
| 4    | FC Villa Clara    | 10  | 12 | 3 | 1 | 8 | 13 | 27 | -14  |

Légende :

### Deuxième phase
Disputée du 28 avril au 30 juin avec une poule unique de six équipes jouant des matchs aller-retour (dix matchs disputés par équipe). L'équipe ayant le plus de points est déclarée championne.
| Rang | Équipe               | Pts | J  | G | N | P | Bp | Bc | Diff |  | Résultats (▼ dom., ► ext.) | SCu | CAv | PRi | Cam | SSp | Gra |
| ---- | -------------------- | --- | -- | - | - | - | -- | -- | ---- |  | -------------------------- | --- | --- | --- | --- | --- | --- |
| 1    | FC Santiago de CubaT | 22  | 10 | 7 | 1 | 2 | 16 | 5  | +11  |  | FC Santiago de CubaT       |     | 3-1 | 4-0 | 1-0 | 2-0 | 2-0 |
| 2    | FC Ciego de Ávila    | 19  | 10 | 6 | 1 | 3 | 20 | 14 | +6   |  | FC Ciego de Ávila          | 1-0 |     | 1-1 | 2-0 | 3-0 | 3-1 |
| 3    | FC Pinar del RíoP    | 14  | 10 | 3 | 5 | 2 | 14 | 15 | -1   |  | FC Pinar del RíoP          | 0-1 | 2-0 |     | 1-1 | 2-1 | 2-1 |
| 4    | CF Camagüey          | 12  | 10 | 3 | 3 | 4 | 14 | 15 | -1   |  | CF Camagüey                | 0-2 | 2-4 | 1-1 |     | 1-0 | 4-0 |
| 5    | FC Sancti Spíritus   | 9   | 10 | 2 | 3 | 5 | 12 | 19 | -7   |  | FC Sancti Spíritus         | 1-1 | 2-1 | 3-3 | 3-3 |     | 0-2 |
| 6    | CF Granma            | 7   | 10 | 2 | 1 | 7 | 13 | 21 | -8   |  | CF Granma                  | 2-0 | 3-4 | 2-2 | 1-2 | 1-2 |     |

Légende :

## Bilan de la saison
| Championnat de Cuba de football 2018 |                                |
| Champion                             | FC Santiago de Cuba (2e titre) |
| Qualifications continentales         |                                |
| CFU Club Championship 2019           | FC Santiago de Cuba            |
| Promotions et relégations            |                                |
| Promus en Liga Nacional              | FC Artemisa                    |
| Promus en Liga Nacional              | FC Holguín                     |
| Promus en Liga Nacional              | FC Matanzas                    |
| Promus en Liga Nacional              | FC Mayabeque                   |
| Relégués en Torneo de Ascenso        | Aucun                          |